# 小澤正澄
小澤正澄（日语：小澤正澄，1965年11月25日—），是名日本作曲家，音乐制作人、吉他手，静冈县金谷町（现岛田市）人。B ZONE所属。最知名作品為《Attraction》，收錄在專輯「Guitar Monster Vol.1」中。

## 履历
1991年12月，通过WANDS的首张单曲「寂寞是秋色」的B面曲「STRAY CAT」以作曲家身份出道。曾作为MANISH的支援吉他手，参与音乐站和COUNT DOWN TV的演出（从第2张单曲「无法言喻的深爱」至第9张单曲「孤独之夜启程」），并参与PV拍摄。之后与水原由贵组成组合PAMELAH，于1995年2月以单曲「寻找真相」出道。至2001年活动暂停期间，共发行14张单曲和5张原创专辑，负责全部作曲、编曲及音乐制作。同时以作曲家、编曲家身份为SKE48、仓木麻衣、爱内里菜、三枝夕夏 IN db等众多艺人创作，并以M-oZ名义担任混音师。

## 外部連結
- Being Music Creators （页面存档备份，存于）（日語）